# Пролив Сарычева
Пролив Сарычева — историческое название пролива Оттилиен (англ. Ottilien passage), сохранившееся ныне только на российских морских картах. Пролив ведёт из залива Астролябия Новогвинейского моря в бухту Сек (уст. Порт-Алексей), разделяя острова Скобелев (Сек), м. Чупров (англ. Cape Tschuprow) и Новая Гвинея, м. Барщ (англ. Cape Barschtsch). Также известен, как англ. Alexis Harbour, англ. Alexis-Hafen, англ. Grossfurst-Alexis Hafen, нем. Grossfürst-Alexis Hafen, англ. Sec Harbor, англ. Sek Harbour.
 Назван в честь мичмана Владимира Фёдоровича Сарычева, участника кругосветного плавания 1882—1885 годов на корвете «Скобелев». Он первым из европейцев обследовал на паровом катере и нанёс на карту пролив между островом Скобелева (ныне — Сек) и побережьем Новой Гвинеи, ведущий в Порт-Алексей (ныне — нем. Alexishafen). Целью гидрографической съёмки, проводимой экипажем корвета с 17 по 23 марта 1883 года в северной части залива Астролябия, было определение возможности создания здесь заправочной базы для крейсеров императорского флота.